# Tottie & Arfwedson
Tottie & Arfwedson ist ein ehemaliges schwedisches Handelshaus.
Die Gesellschaft hatte ihren Sitz in Stockholm in der Skeppsbron 8.

## Geschichte
Gegründet wurde das Unternehmen 1772 von Anders und Thomas Tottie und Carl Cristopher Arfwedson (1735–1826). Arfwedson, der Neffe von Charles Totties Frau Maria Arfwedson (1705–1791), leitete das Unternehmen. Nach Anders Totties Tod wurde das Unternehmen von der Familie Arfwedson weitergeführt. 
Von 1772 bis etwa 1820 war Tottie & Arfwedsson das größte Handelshaus in Stockholm mit etwa 23 % des Gesamtexportvolumens Schwedens. Zudem war Tottie & Arfwedson der größte Eisenexporteur in Stockholm und in den späten 1700er Jahren eins der größten Handelshäuser Schwedens.
Tottie & Arfwedson war in erster Linie ein Export-Unternehmen, aber es gehörte auch einige Jahre zu den wichtigsten Importfirmen in Stockholm. Tottie & Arfwedson importierte Salz, der Export ging hauptsächlich nach Großbritannien und machte etwa 75–85 % des Gesamthandels aus. Weitere Handelspartner waren die Niederlande (durchschnittlich etwa 5 %), Frankreich (etwa 3–6 %) und Portugal (etwa 3 %). Der Rest bezog sich auf den Handel mit der Mittelmeerregion.
Tottie & Arfwedson war außerdem in der Eisenfertigung aktiv und hielt zwischen 1777 und 1813 Verträge mit 42 Eisenhütten. Somit wurden 1777 etwa 4900 Tonnen Eisen, 1797 5300 Tonnen, 1806 6900 Tonnen und 1813 8900 Tonnen Eisen produziert. 1782 kamen die Hütten ScheBo und Ortala (Produktion 640 Tonnen Eisen pro Jahr) in den Besitz von Tottie & Arfwedson. Weiterhin wurden Anteile an der Dannemora-Mine und einer Gewehrfabrik in Norrtälje gehalten. Zeitweise befand sich zudem die Dahlfors-Mine in Dalarna im Besitz des Handelshauses. Das Handelshaus Tottie & Arfwedson war auch Schiffseigner, 1779 hielt man Beteiligungen an 19 Schiffen. Zwei Schiffe gehörten dabei zu 100 % dem Handelshaus.
Tottie & Arfwedson kam durch ein zunächst unfreiwilliges Engagement auch in den Besitz der Fabrik Carelius Tabak. Daher war das Handelshaus auch im Import von Tabak tätig. Von Seiten der Eigentümerfamilie Arfwedson trat Carl Abraham Arfwedson (1774–1861), ein Sohn von Carl Christopher Arfwedson, im Jahr 1808 als Partner in die Unternehmung ein. Als sein Vater 1826 starb, übernahm er die Leitung des Unternehmens.